# ダエル・フライ
ダエル・フライ（Dael Fry 、1997年8月30日 - ）は、イングランド・ミドルズブラ出身のプロサッカー選手。ミドルズブラFC所属。ポジションはDF。

## 経歴

### クラブ
7歳の時に地元クラブであるミドルズブラFCのアカデミーに入団し、2014年10月にクラブとプロ契約を締結した。2015年8月9日、チャンピオンシップ開幕戦のプレストン・ノースエンドFC戦でトップチームデビューを果たした。

### 代表
年代別のイングランド代表歴がある。2014年のUEFA U-17欧州選手権、および2017年のFIFA U-20ワールドカップでは優勝メンバーに名を連ねた。

## タイトル

### 代表
U-17イングランド
- UEFA U-17欧州選手権: 2014[5]

U-20イングランド
- FIFA U-20ワールドカップ: 2017

U-21イングランド
- トゥーロン国際大会: 2018[6]

### 個人
- トゥーロン国際大会ベストイレブン: 2018